# Lova
Lova is een Belgische stripreeks die begonnen is in 1992 met Jean-Claude Servais als schrijver en tekenaar.

## Verhaal
Lova vertelt het verhaal van een meisje dat verloren liep in het bos van Merlanvaux en werd opgevangen door wolven. Na acht jaar keert ze verwilderd terug in de maatschappij. Wat volgt is een strijd tussen de liefde van Lova's moeder en de lokroep van het woud.

## Achtergrond
Voor het schrijven van het verhaal baseerde Servais zich op de teksten van de Fransman Gérard Ménatory die een wolvenpark uitbaat in Lozère. Verder liet hij zich inspireren door de verhalen over wolfskinderen, in het bijzonder dat van de Indiase meisjes Amala en Kamala die zouden zijn grootgebracht door een wolvin. In tegenstelling tot deze verhalen over wolfskinderen liet Servais zijn hoofdpersonage pas op vijfjarige leeftijd in het bos verdwalen en opgevangen worden door wolven. Deze kunstgreep was nodig voor het het verhaal waarin Lova nog herinneringen heeft aan haar vroege jeugd voor de wolven.
Voor het tekenen van de wolven gebruikte Servais foto's en ging hij in Frankrijk ook wolven in gevangenschap bestuderen. Zoals in zijn andere verhalen vormen de Ardennen het decor van het verhaal. Zo gebruikte Servais een grot in het bos van Croix-Rouge bij Virton als voorbeeld voor het wolvenhol van Lova.

## Albums
Alle albums zijn geschreven en getekend door Jean-Claude Servais.
1. Lova 1
2. Lova 2